# Vladimir Jumin
Vladimir Jumin, född 18 december 1951 i Omsk i Ryssland, död 4 mars 2016 i Kaspijsk i Dagestan, var en sovjetisk brottare som tog OS-guld i bantamviktsbrottning i fristilsklassen 1976 i Montréal.